# 一户诚太郎
一户诚太郎（日语：／ Ichinohe Seitarō，1996年1月25日—），日本男子速度滑冰运动员，2020年世界单程距离速度滑冰锦标赛男子团体追逐赛银牌得主、2024年四大洲速度滑冰锦标赛男子团体追逐赛铜牌得主。